# Podmolje (Ohrid)
Podmolje (macedónul: Подмоље) település Észak-Macedóniában, a Délnyugati körzet Ohridi járásában.

## Népesség
| Lakosok száma | 75   | 83   | 126  | 176  | 272  | 245  | 269  | 331  | 280  |
|               | 1948 | 1953 | 1961 | 1971 | 1981 | 1991 | 1994 | 2002 | 2021 |

2002-ben 331 lakosa volt, akik közül 325 macedón, 2 szerb és 4 egyéb.